# Marketingová propagace
Marketingová propagace (též propagační mix nebo komunikační mix či slangově „promo“) je cílené oslovení kupujícího, ke kterému je směřované určité sdělení. Je jednou ze čtyř součástí marketingového mixu.
Propagace se rozděluje na 8 druhů:
- obchodní,
- výrobní,
- zdravotní,
- politickou,
- sportovní,
- kulturní,
- ekologickou,
- společenskou.

Jedna z činností propagace je reklama. Reklama je placená neosobní forma komunikace mezi zákazníkem a obchodníkem. Zprostředkovatelem reklamy jsou typicky masová média. Cílem reklamy je zisk a zvýšení prodeje výrobku, či nějaké služby.
Propagace jako taková se zaměřuje na určitou cílovou skupinu zákazníků. Skupiny můžeme rozdělit například podle věku (školní děti, teenageři, singles, mladé rodiny s dětmi, rodina s velkými dětmi, před seniorský věk, senioři), pohlaví a bydliště.

## Principy komunikace
Propagaci lze tedy chápat komunikace mezi firmou a zákazníkem (i potenciálním), jejím principem je seznamovat zákazníka s výhodami nabízeného produktu, přimět (vnutit se) zákazníka k jeho koupi.

## Nástroje mixu
- Reklama (advertising) – distribuce zboží a služeb poskytovatelů k cílové skupině; možným komerčním použitím reklamy je inzerce, televizní a rozhlasová reklama a reklama v kinech
- Vztahy s veřejností (public relations) – technika, jejímž cílem je předat informace o organizaci a vytvořit příznivé klima, získat sympatie a podporu veřejnosti a institucí
- Podpora prodeje (sales promotion) – technika, která stimuluje různými nástroji k uskutečnění nákupu; například soutěže, hry, akce na místě prodeje, slevové kupony, prémie a vzorky
- Osobní prodej (personal selling) – vyškolení prodejci mají ovlivnit kupujícího při jeho rozhodování, zprostředkovávat informace oběma směry, případně předvádět zboží, poskytovat servis a další služby
- Přímý marketing (direct marketing) – interaktivní marketingová technika, která využívá k dosažení cílů více komunikačních médií

## Alternativní definice
Postupným vývojem marketingu bylo navrženo několik dalších upřesňujících nebo pozměňujících verzí. Philip Kotler navrhuje přidat do mkt mixu další dvě P:
- Politics (politika – zahrnuje využívání lobbistických a politických aktivit k ovlivnění tržní poptávky)
- Public opinion (veřejné mínění – ovlivňování postojů a nálad veřejnosti).

Podle Kotlera význam marketingového mixu stoupá zejména ve 21. století, kdy je řada trhu již obsazená a je nutné vytvářet další příležitosti.
Společnosti nestačí koncept 4P, ani Kotlerovo rozšíření, vznikají další mixy.
Robert Lauterborn vytvořil koncepci čtyř C, která zohledňují marketingový mix z pohledu zákazníka. Jak uvádí i Kotler, zatímco se marketéři na sebe dívají jako na lidi prodávající produkt, zákazníci se považují za lidi kupující hodnotu. Proto Lauterborn pozměňuje původní čtyři P následovně:
- Product → Customer Value (Hodnota z hlediska zákazníka).
- Price → Cost to the Customer (Náklady pro zákazníka).
- Place → Convenience (Pohodlí).
- Promotion → Communication (Komunikace).

Další nadrámec koncepcí „6P“ a „4C“ je koncepce čtyř S, která vyjadřuje i směřování na zákazníka a také klade důraz i na jiné složky, především:
- Segmentace zákazníků – identifikovat a získat cílovou skupinu zákazníků.
- Stanovení užitku – konkrétní užitek a výhody, které přinese náš produkt, a to s odlišením od konkurenčních výrobků.
- Spokojenost zákazníka – zákazník je ve středu všech aktivit podniku.
- Soustavnost péče – budování dlouhodobého vztahu podniku a zákazníka